# Allahu Akbar
Allahu Akbar (arabâ: الله أكبر) a fost imnul național al Libiei din 1 septembrie 1969 până în 20 octombrie 2011. 
Original, cântecul era folosit de către Egipt ca um marș patriotic în timpul Războiului canalului Suez din 1956. 

## Istoric
Allahu Akbar a fost original un cântec de marș al armatei egiptene, care a devenit faimos în Egipt și Siria în timpul Războiului canalului Suez din 1956. Versurile au fost scrise de Mahmud El-Șerif în 1955, iar muzica a fost compusă de Abdalla Șams El-Din în 1954. 

## Folosirea în Libia
"Allahu Akbar" a fost adoptat ca imnul oficial al Libiei pe 1 septembrie 1969, de liderul libian Muammar al-Gaddafi, arâtând speranțele lui pentru Lumea arabă. Allahu Akbar înlocuise imnul anterior "Libia, Libia, Libia", care a fost folosit de Regatul Libiei de la independența sa în 1951. 
Când Republica Arabă Libiană a devenit Jamahiriya Populară Libiană Arabă Socialistă pe 12 martie 1977, Allahu Akbar a rămas imnul național al Libiei. Dar, când Libia și Egiptul au rupt relațiile diplomatice după tratatul de pace cu Statul israelit în 1979, originile egiptene ale imnului nu au mai fost menționate de sursele guvernului.
Când Jamahiriya Libiană Arabă a fost dizolvată pe 20 octombrie 2011, după Războiul Civil Libian și moartea lui Muammar Gaddafi, "Libia, Libia, Libia" a fost din nou folosit ca imnul național al Libiei, de Consiliul Național de Tranziție. Loialiștii lui Gaddafi au continuat să folosească imnul.